# Белче
Белче (изписване до 1945 година: Бѣлче; на македонска литературна норма: Белче) е село в община Демир Хисар, Северна Македония.

## География
Разположено е на десния бряг на река Черна, на 3 km северно от общинския център Демир Хисар. Селото е в подножието рида на Бигла Илиница, които отстои на запад. От изток на селото се отваря долината на Църна. Землището на Белче е 3 km2, от които обработваемите площи са 89,7 ha, пасищата заемат 59,4 ha, а горите 136,8 ha. Селото е едно от малките в Демирхисарско, но за сметка на това благоприятното му местоположение, близостта до главни пътни артерии и до общинския център благоприятстват лекото увеличение на населението.

## История
В XIX век Белче е малко българско село в Битолска кааза, нахия Демир Хисар на Османската империя. Според статистиката на Васил Кънчов („Македония. Етнография и статистика“) от 1900 г. Бѣлче има 100 жители, всички българи християни.
На Етнографската карта на Битолския вилает на Картографския институт в София от 1901 година Белче е чисто българско село в Битолската каза на Битолския санджак със 7 къщи.
По време на Илинденското въстание селото е нападнато от турски аскер и башибозук, опожарени са всички 8 селски къщи и са убити Тоше Ристев, Блажо Ристев и Стоян Ристев. След въстанието селото получава помощи от българския владика Григорий Пелагонийски.
Нашето село Бѣлче имаше само 9 кѫщи. До 5. августъ всички селяни живѣехме си мирно и си гледахме полскитѣ работи. Но тоя день башибозукъ и войски се явиха отъ къмъ
Мургашево и Обѣдникъ, минаха прѣзъ селото, ограбиха го и изгориха 8 кѫщи. Населението, уплашено отъ ненадѣйното нападение, се отърва съ бѣгство. Убити се намѣриха отпослѣ двама мѫже и една жена.
Цялото население на селото е под върховенството на Българската екзархия. По данни на секретаря на екзархията Димитър Мишев („La Macédoine et sa Population Chrétienne“) в 1905 година в Белче има 128 българи екзархисти.
В 1948 година селото има 154 жители. През 1961 година Белче има 170 жители, в 1981 – 199, а в 1994 – 208, Според преброяването от 2002 година селото има 245 жители, всички македонци.
| Националност | Всичко |
| македонци    | 245    |
| албанци      | 0      |
| турци        | 0      |
| роми         | 0      |
| власи        | 0      |
| сърби        | 0      |
| бошняци      | 0      |
| други        | 0      |

Църквата в селото е „Свети Никола“.